# 고양이: 죽음을 보는 두 개의 눈
"고양이: 죽음을 보는 두 개의 눈"은 2011년에 개봉한 대한민국의 영화이다.

## 캐스팅
- 박민영 : 소연 역
- 김동욱 : 준석 역
- 김예론 : 희진 역
- 신다은 : 보희 역
- 이상희 : 지구대장 역
- 조석현 : 박 주임 역
- 이지현 : 수의사 역
- 이중옥 : 이 계장 역